# Casa el Lel
La Casa el Lel és una obra de Sort (Pallars Sobirà) inclosa a l'Inventari del Patrimoni Arquitectònic de Catalunya.

## Descripció
Es tracta d'una gran casa pairal que presideix la Plaça de Llessui, de planta rectangular gairebé quadrada a la que, pel costat de llevant, s'adossa una gran era tancada a la que s'accedeix per un gran portal amb petita coberta de licorella a dues aigües, al voltant de la qual es disposen les diverses dependències destinades al bestiar, a l'herba, etc. També la porta d'entrada a la casa està situada en aquesta era, encara que la façana principal sigui la que dona directament a la plaça, situada en el mur perpendicular al cavall que suporta la coberta de licorella a dues aigües. En aquesta façana, a la planta baixa, no existeixen ni portes ni finestres importants, ja que és destinada al bestiar i s'hi accedeix per la façana de l'era. En canvi, en el primer pis i en el segon, ocupen la façana quatre grans obertures (finestres o balcons) disposades de forma simètrica (tot i que en el primer pis manca una de les obertures). El darrer pis està destinat a les golfes. Els murs són de pedra vista sense desbastar, excepte els voltants de les finestres i portes, que apareixen revocats.
Casa el Lel, és una de les cases "fortes" tradicionals de Llessui.